# 結構化系統分析及設計方法
結構化系統分析及設計方法（Structured systems analysis and design method）簡稱SSADM，是一種分析及設計資訊系統的系統化方法。結構化系統分析及設計方法是由英國商務辦公室在1983年提出。

## 簡介
結構化系統分析及設計方法是一種瀑布模型的設計方法，是針對資訊系統的分析及設計。結構化系統分析及設計方法是一種嚴格由文件主導的系統設計方法，和例如的後來出現的敏捷软件开发設計方法（如Scrum及動態系統開發方法等）恰好相反。
結構化系統分析及設計方法是以許多結構化分析及結構化設計的研究為基礎，包括彼得·切克蘭德的軟體系統方法論、賴瑞·康斯坦丁的結構化設計、愛德華·尤登的尤登結構化方法、邁克爾·安東尼·傑克遜的杰克逊结构化程序设计以及湯姆·狄馬克的結構化分析等。
「Structured Systems Analysis and Design Method」及「SSADM」是英國商務辦公室的註冊商標。

## 分析技術
結構化系統分析及設計方法中最主要的是以下的三項技術：
邏輯資料建模（Logical data modeling）
這是針對要建立系統需要的資料，加以識別、建模並建立文件的過程。資料可分為實體（entity）及關係，實體是指商業上需要紀錄資訊的某種事物，而關係是指實體之間的交互關係。
資料流建模（Data Flow Modeling）
這是在資訊系統中資料轉換的方式，加以識別、建模並建立文件的過程。資料流建模研究程序（由一種資料轉換為另一種資料的活動）、資料儲存、外部實體（會傳送資料給系統，或由系統接收資料的事物）及資料流（資料流動的路徑）。
實體表現建模（Entity Behavior Modeling）
這是針對要影響實體的事件，以及事件之間的先後順序，加以識別、建模並建立文件的過程。

## 優點及缺點
此方法需投入相當多的資源，不一定適用於所有的專案。
結構化系統分析及設計方法的主要優點有： 
- 三種不同的系統觀點。
- 成熟。
- 系統的邏輯及實體方面的分離。
- 良好定義的技術及文件。
- 使用者的參與。

有些情形時，結構化系統分析及設計方法的大小會是使用時的一個阻力。在訓練人員使用此方法時需投入金錢及時間，若使用完整的方法，需要有相當長的學習曲線，不但要處理許多不同的建模技術，也要有處理許多有關文件準備及交付的標準。